# Volejbol'nyj Klub Severodončanka
Il Volejbol'nyj Klub Severodončanka è una società pallavolistica femminile con sede ad Sjevjerodonec'k, in Ucraina. Milita nel massimo campionato ucraino.

## Storia della società
Il Volejbol'nyj Klub Severodončanka viene fondato nel 1999. Dopo pochi anni raggiunge i vertici della pallavolo ucraina, classificandosi al terzo posto in campionato nel 2006. Sul finire degli anni duemila il club attraversa un periodo molto felice, qualificandosi più volte alle competizioni europee, anche se minori, e aggiudicandosi i suoi primi due trofei con le vittorie del campionato e della Coppa d'Ucraina del 2009.

## Palmarès
- Campionato ucraino: 1

2008-09
- Coppa d'Ucraina: 1

2008-09